# 热罗姆·佩蒂翁·德·维尔纳夫
熱羅姆·佩蒂翁·德·維爾納夫（法語：Jérôme Pétion de Villeneuve，發音：[ʒeʁom petjɔ̃ də vilnœv]；1756年1月3日—1794年6月18日）是法國作家和政治家，也是第二任的巴黎市長，從1791年至1792年。
熱羅姆·佩蒂翁·德·維爾納夫是一個沙特爾檢察官的兒子。雖然知道他被訓練成為一名律師，佩蒂翁早年的生活沒有具體約資料，因此對他在法國大革命之前的訊息幾乎沒有。他在1778年成為鼓吹者，並立即開始嘗試在文學上獲得名聲。他第一篇發表的文章，關於預防殺嬰的方法，未能獲獎，但雅克·皮埃爾·布里索很賞識，收錄到他的“國會哲學圖書館”(Bibliothèque philosophique du législateur (1782))第七冊中。
佩蒂翁的下一個作品，關於民法和婚姻，文章鼓吹教士婚姻，確立了他是一個大膽的改革者的地位。他還攻擊了長期持久舊制度的傳統，如長子繼承制，指責它將農村區分為“無產者和巨大資產者。”後來由佩蒂翁執筆的作品包括標題為"對 Saint-Domingue 罪行的反思與譴責" (1790)，他的海地殖民地評論 和標題為"給法國的忠告"，他指責法蘭西政權的貪污腐敗。

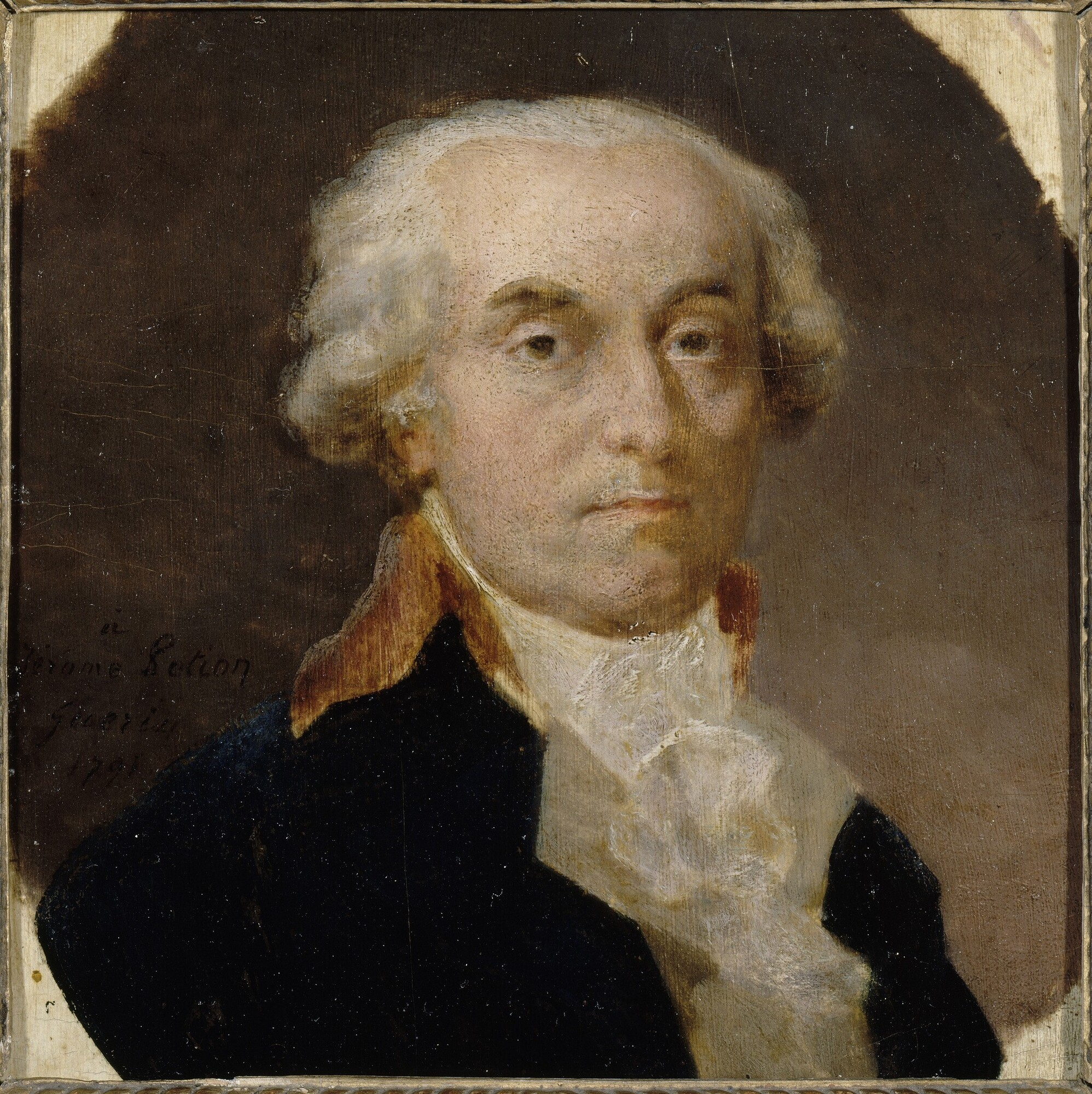
熱羅姆·佩蒂翁·德·維爾納夫，讓·于爾班·介朗繪製

1789年舉行法蘭西三級會議代表選舉時，他當選成為沙特爾的第三級代表。 無論是在國民議會和國民制憲議會佩蒂翁都顯現自己是激進的領導者。 雖然佩蒂翁在制憲議會被演說家米拉波和巴納夫所掩蓋，他與吉倫特領導人布里索關係密切為他的政治經營提供有益的建議。他6月23日支持米拉波，10月5日攻擊王后，1790年12月4日被選作主席。1791年6月15日，他被選為巴黎刑事法庭的庭長。 在1791年6月21日，他被選為任命為三個委員之一，由瓦雷讷帶回留下了一個昏庸逃跑旅程故事的國王。1791年9月30日立法議會的最後一次會議後，馬克西米連·羅伯斯庇爾和佩蒂翁成為受歡迎的英雄，並通過民眾授與公民桂冠。
到1791年年末，巴黎行政是由雅各賓派控制，然而市長让·西尔万·巴伊不斷受到左派主導的政治攻擊而辭職。1791年11月16日，佩蒂翁得到巴黎人民熱情更進一步的證明，他被選舉為巴黎第二任市長]]作為巴伊的繼任者。在他市長職位，他清楚展示他的共和傾向和他對舊君主制的痛恨，尤其是在1792年6月20日，當他默許暴徒闖入杜樂麗宮並侮辱皇室。 由於疏於職責未能有效的保護杜樂麗宮，他的職務被第二級行政單位的塞納省理事會暫停，但國民立法議會的領導認為，佩蒂翁的原因是他們導致的，於7月13日撤銷停職處分。8月3日，以巴黎市的首長，佩蒂翁要求罷黜國王。
1792年夏末期間隨著 不倫瑞克公爵的普魯士軍隊到達巴黎附近的凡爾登要塞消息，恐懼鼓勵瘋狂的巴黎暴徒有目標的攻擊囚犯，保皇黨同情者和天主教神職人員 在一系列無理由的暴力行為，被稱為九月屠殺。隨著對九月大屠殺必要性認知的分歧，公會呈現出不同派別之間大規模政治鬥爭的景像。吉倫特派代表了溫和的右派，而在公會中他們更激進的對手，山嶽黨，因他們偏愛佔領公會較高地方長椅被區分開來，代表左派。
佩蒂翁當選為厄尔-卢瓦省的公會代表，並成為其第一任主席。路易·皮埃爾·曼努埃爾建議，公會主席應具有美國總統相同的權威;他立刻拒絕，但佩蒂翁得到“佩蒂翁統帥”("Roi Pétion")的綽號，這促成了他的殉落。 羅伯斯庇爾嫉妒和他結盟的吉倫特派，和他贊成國王的死刑，並訴諸人民。 他參加憲法委員會起草吉倫特憲法方案。1793年3月他被選為第一個公共安全委員會委員；他抨擊曾指控他知道夏尔·弗朗索瓦·迪穆里埃叛逆的方案並保密的羅伯斯庇爾。
然而他的聲望已經衰微，在6月2日他的名字在吉倫特派”22代表”之中列為人民公敵。佩蒂翁逃到卡昂，並鼓動外省暴動對抗公會; 並且，當诺曼底地区反抗失敗後，他與马格里特-埃利·加代、弗朗索瓦·比佐、夏尔·让·马里·巴尔巴鲁。让-巴蒂斯特·萨勒和讓-巴蒂斯特·盧韋出逃到吉倫特省，在那裡他們都被一個圣埃米利永假髮商庇護。
1794年6月，在羅伯斯庇爾殉落前一個月，逃脫代表們認為自己不再安全，並放棄他們的避難所; 盧韋他循路前往巴黎，沙利和郭代到波爾多，在那裡他們很快被捕獲; 巴保讓自殺未遂後被送上斷頭台; 佩蒂翁和比佐自殺後，屍體在野外被發現，被狼吃掉了一半。